# سیکو هاشیموتو
سیکو هاشیموتو (انگلیسی: Seiko Hashimoto؛ زادهٔ ۵ اکتبر ۱۹۶۴) اسکیت‌باز سرعت، سیاستمدار، دوچرخه‌سوار، و دوچرخه‌سوار پیست اهل ژاپن است.